# 台灣同人誌販售會
台灣同人誌販售會（英語：Comic World Taiwan），簡稱CWT，是臺灣具代表性的同人誌即賣會的重要活動之一，由同人誌數位有限公司 （页面存档备份，存于）主辦，2002年3月開展，每年在臺北市舉辦3場、在臺中市舉辦2場、在高雄市舉辦3場。與開拓動漫祭系列活動為臺灣兩大同人誌即賣會。

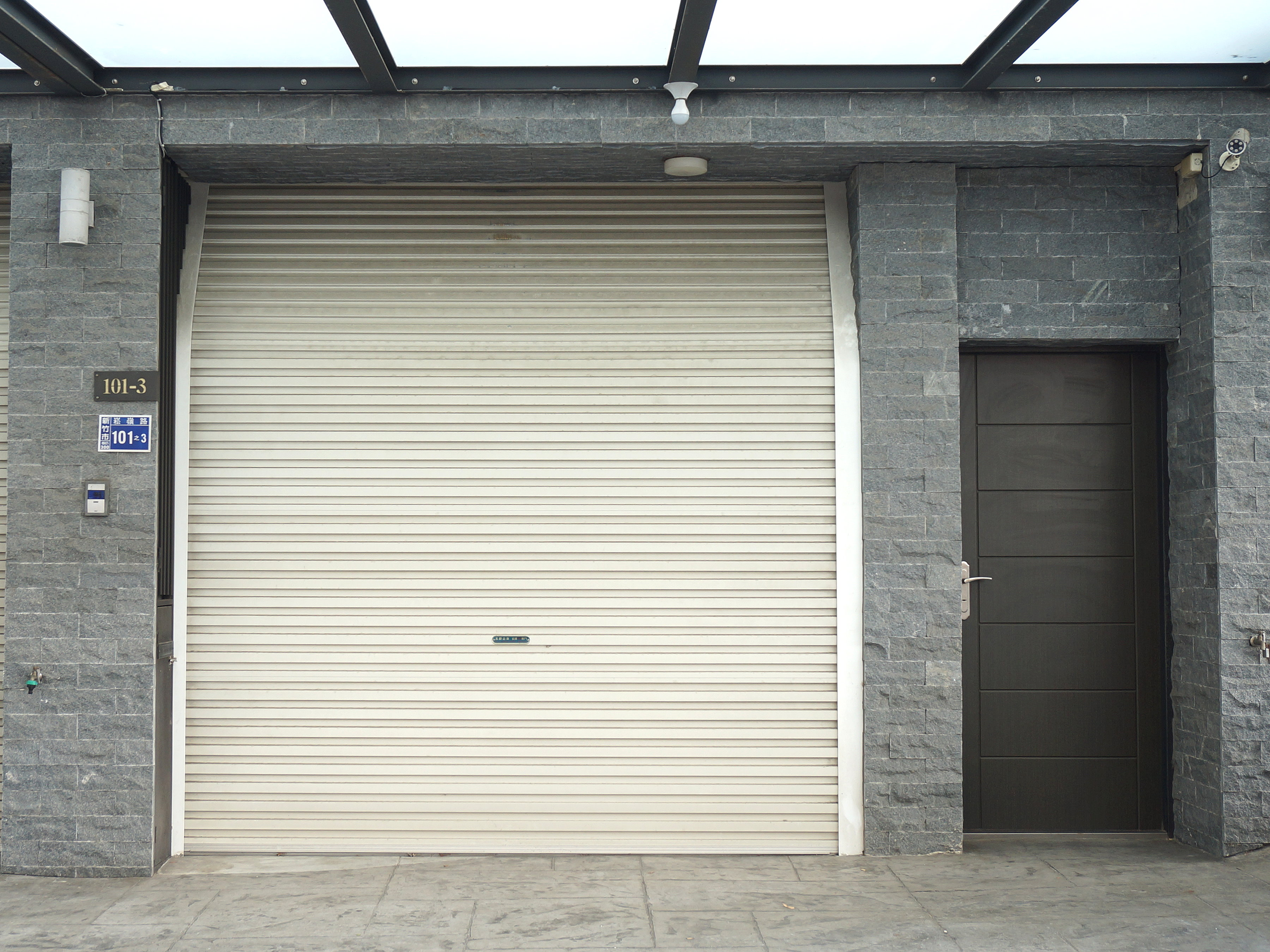
同人誌數位總部

台灣同人誌販售會分為CWT（無印，簡稱「台北場」）、CWT-T（簡稱「台中場」）、CWT-K（簡稱「高雄場」）及CWT-Party（簡稱「地下街場」）：CWT以國立臺灣大學綜合體育館為永久舉辦場地，後三者分別多以逢甲大學體育館、高雄國際會議中心與台北地下街為舉辦場地。2019年10月，於台北市漫畫從業人員職業工會第三屆台灣漫畫節場內舉辦首屆CWT原創嘉年華（簡稱「原創場」）。2020年8月，受2019冠狀病毒病臺灣疫情影響，逢甲大學體育館停止對外租借，CWT-T改以台中世界貿易中心二館為舉辦場地。2021年5月至9月，受2019冠狀病毒病臺灣疫情（尤其三級警戒）影響，CWT58、CWT-T26、CWT-K36、CWT-Party29、CWT-Party30均停辦。2021年10月18日啟用網路商城。2022年10月22—23日，於新竹市昌禾生活廣場（原中興百貨新竹店）第一屆大成殿動漫祭內舉辦首屆CWT-H（簡稱「新竹場」）。2022年12月10—11日，慶祝台灣同人誌販售會20週年，於台北世界貿易中心展覽大樓一樓B、D區舉辦CWT62。

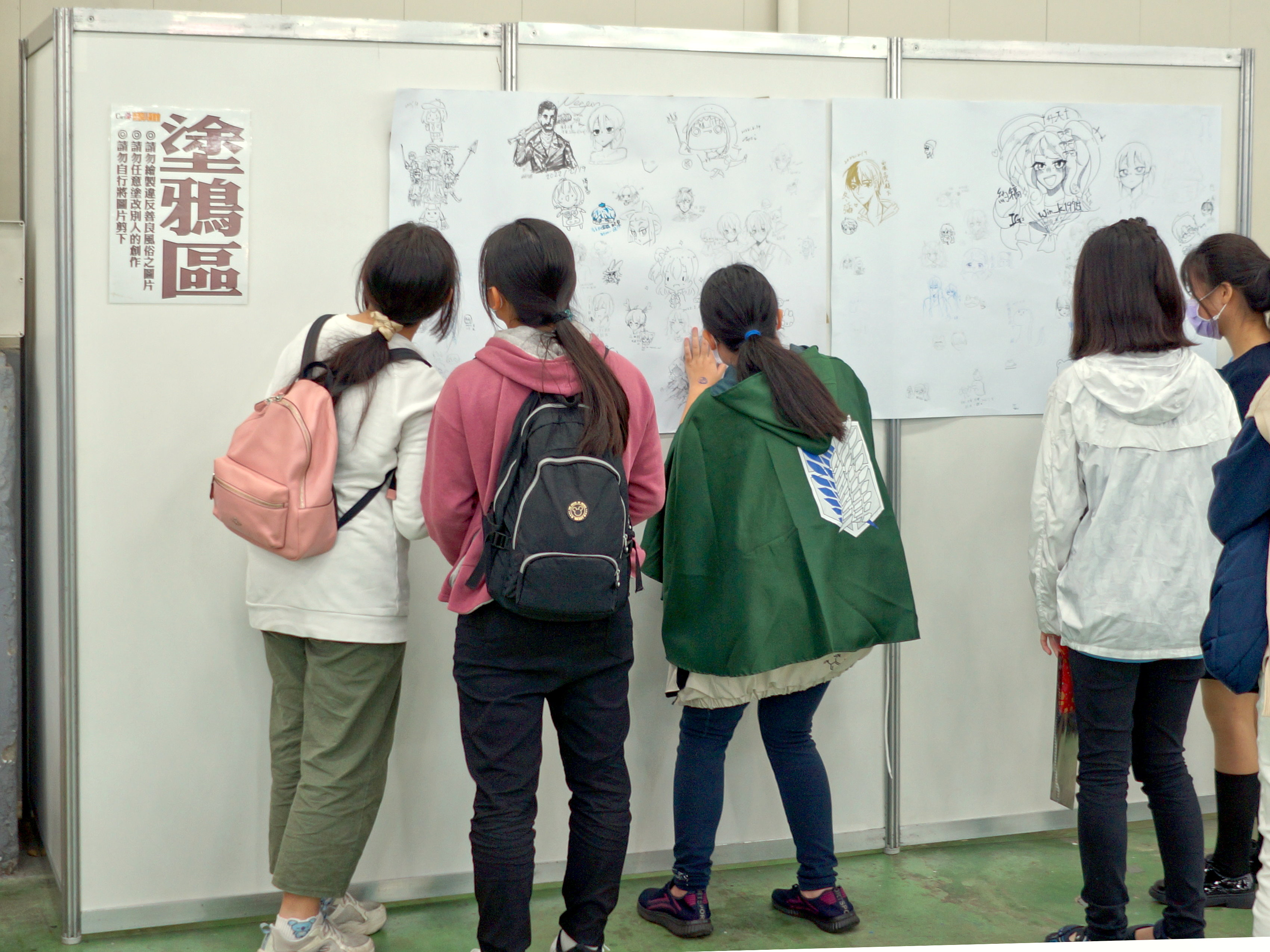
台灣同人誌販售會觀展族群以女性為主

不同於開拓動漫祭系列活動，台灣同人誌販售會不設大門裝飾、不設舞台活動、不邀日本cosplayer設攤，觀展族群以女性為主，參與同人社團的作品也多為女性向。另外，2010年起，台灣同人誌販售會每年10月在香港舉辦「Comic World Taiwan - Hong Kong」，簡稱CWT-HK，與Comic World HK不同。

## 外部連結
- 台灣同人誌販售會 （页面存档备份，存于）
- 台灣同人誌販售會的Facebook專頁
- 台灣同人誌販售會的Plurk專頁